# Jan Soens

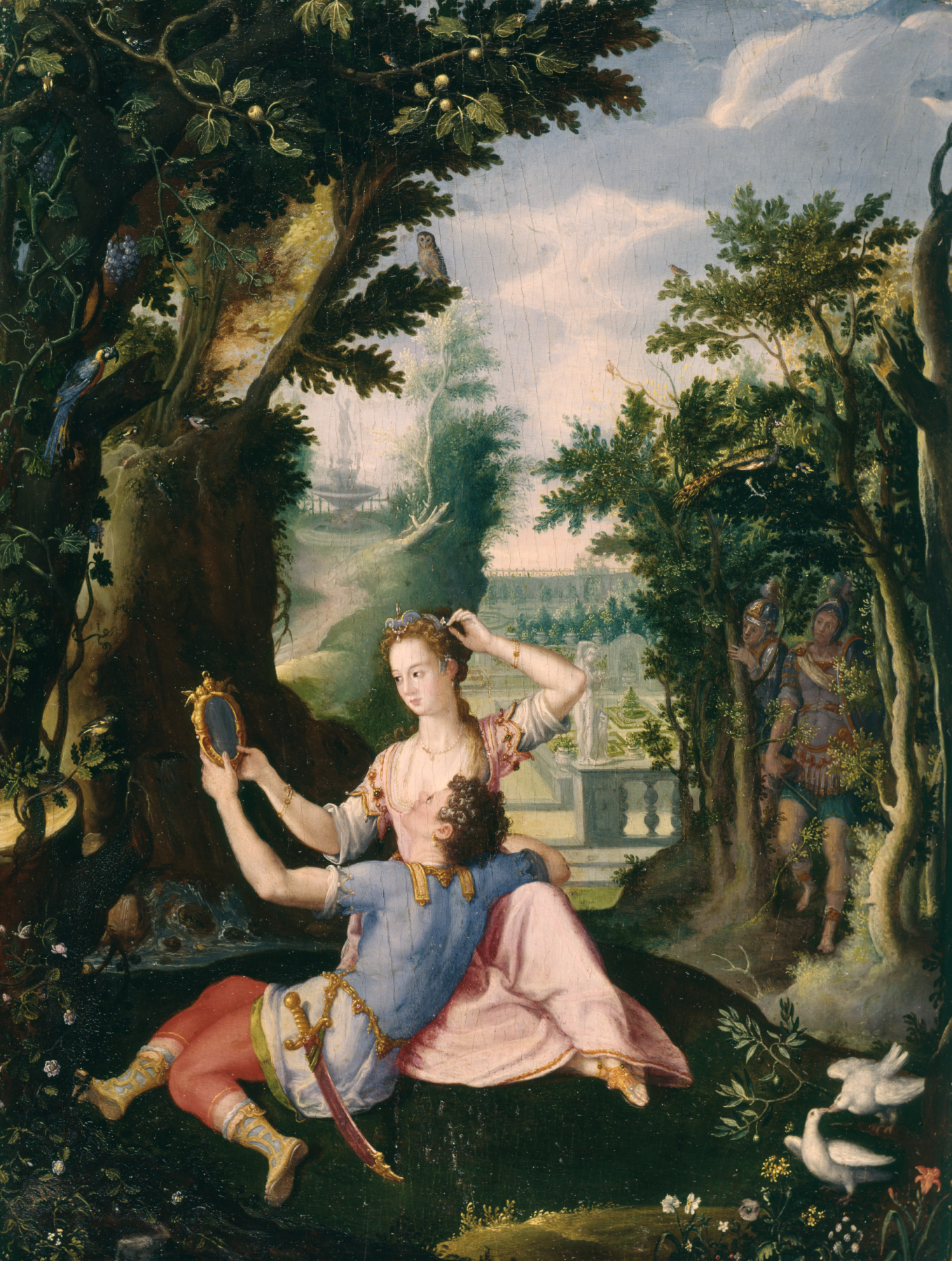
Rinaldo e Armida

Jan (o Jean) Soens anche noto in Italia come Giovanni Sons ('s-Hertogenbosch, 1547 o 1548 – Parma, 1611) è stato un pittore olandese.

## Biografia
Dopo aver appreso le basi dell'arte pittorica ad Anversa, Soens giunse a Roma verso il 1573 ove acquistò una certa fama come paesaggista lavorando sotto la direzione di Giorgio Vasari. Dall'aprile del 1575 si portò a Parma stipendiato dai Farnese a servizio dei quali, salvo un breve periodo, restò fino al 1606. Molti dei suoi lavori di decorazione nei palazzi ducali sono andati perduti a seguito di lavori di ristrutturazione. Restano invece alcune pale d'altare in chiese di Parma e Piacenza e alcune opere ad olio su tela fra le quali si ricorda il Battesimo di Gesù nella collegiata della Beata Vergine Annunciata di San Secondo Parmense. Ci sono alcune sue opere presso il Museo nazionale di Capodimonte, a Napoli.
Di particolare rilievo la Resurrezione di Cristo (1590) per la chiesa di San Francesco del Prato, oggi nella Galleria nazionale di Parma.